# Stah Guentis
Stah Guentis (em árabe: سطح قنطيس) é uma comuna localizada na província de Tébessa, Argélia. Sua população estimada em 2008 era de 3 689 habitantes.